# Ronde van de Haut-Var 2011
De Ronde van de Haut-Var 2011 werd gereden op 19 en 20 februari in de Var, in het zuiden van Frankrijk. Het was de 43ste editie. De eindzege ging naar Thomas Voeckler.

## Etappe overzicht
| Etappe | Datum       | Start           | Finish     | afstand  | Winnaar           | Ploeg                        |
| ------ | ----------- | --------------- | ---------- | -------- | ----------------- | ---------------------------- |
| 1e     | 19 februari | La Croix-Valmer | Grimaud    | 168,8 km | Samuel Dumoulin   | Cofidis                      |
| 2e     | 20 februari | Draguignan      | Draguignan | 207 km   | Julien Antomarchi | Vélo-Club La Pomme Marseille |

## Etappe-uitslagen

### 1e etappe
| La Croix-Valmer – Grimaud (168,8 km) |                    |                         |          |
| Plaats                               | Naam               | Ploeg                   | tijd     |
| Winnaar                              | Samuel Dumoulin    | Cofidis                 | 4u00'05" |
| 2                                    | Rinaldo Nocentini  | AG2R-La Mondiale        | z.t.     |
| 3                                    | Thomas Voeckler    | Team Europcar           | + 0' 01" |
| 4                                    | José Joaquín Rojas | Team Movistar           | z.t.     |
| 5                                    | Cédric Pineau      | Française des Jeux      | z.t.     |
| 6                                    | Gorka Izagirre     | Euskaltel-Euskadi       | z.t.     |
| 7                                    | Steven Tronet      | Roubaix Lille Métropôle | + 0' 04" |
| 8                                    | Jérémie Galland    | Saur-Sojasun            | z.t.     |
| 9                                    | Florian Vachon     | Bretagne-Schuller       | z.t      |
| 10                                   | Jure Kocjan        | Team Type 1             | z.t.     |
|                                      |                    |                         |          |
| 12                                   | Dimitri Claeys     | Team NetApp             | + 0' 09" |
| 23                                   | Michel Kreder      | Team Garmin-Cervelo     | z.t.     |

### 2e etappe
| Draguignan – Draguignan (207 km) |                      |                    |          |
| Plaats                           | Naam                 | Ploeg              | tijd     |
| Winnaar                          | Julien Antomarchi    | La Pomme Marseille | 5u14'07" |
| 2                                | Thomas Voeckler      | Team Europcar      | z.t.     |
| 3                                | José Joaquín Rojas   | Team Movistar      | + 0' 29" |
| 4                                | Julien Simon         | Saur-Sojasun       | z.t.     |
| 5                                | David Moncoutié      | Cofidis            | z.t.     |
| 6                                | Rémi Pauriol         | Française des Jeux | z.t.     |
| 7                                | Rinaldo Nocentini    | AG2R-La Mondiale   | z.t.     |
| 8                                | Chris Anker Sørensen | Saxo Bank-Sungard  | + 0' 45" |
| 9                                | Cédric Pineau        | Française des Jeux | + 0' 54" |
| 10                               | Jure Kocjan          | Team Type 1        | z.t.     |
|                                  |                      |                    |          |
| 26                               | Dimitri Claeys       | Team NetApp        | + 2' 14" |
| 55                               | Roy Curvers          | Skil-Shimano       | + 7' 59" |

## Algemeen klassement
| Ronde van de Haut-Var 2011 |                      |                    |          |
| Plaats                     | Naam                 | Ploeg              | Tijd     |
| Gele trui                  | Thomas Voeckler      | Team Europcar      | 9u14'13" |
| 2                          | Julien Antomarchi    | La Pomme Marseille | + 8"     |
| 3                          | Rinaldo Nocentini    | AG2R-La Mondiale   | + 28"    |
| 4                          | José Joaquín Rojas   | Team Movistar      | + 29"    |
| 5                          | Rémi Pauriol         | Française des Jeux | + 37"    |
| 6                          | David Moncoutié      | Cofidis            | z.t.     |
| 7                          | Samuel Dumoulin      | Cofidis            | + 53"    |
| 8                          | Chris Anker Sørensen | Saxo Bank-Sungard  | z.t.     |
| 9                          | Cédric Pineau        | Française des Jeux | + 54"    |
| 10                         | Gorka Izagirre       | Euskaltel-Euskadi  | z.t.     |
|                            |                      |                    |          |
| 20                         | Dimitri Claeys       | Team NetApp        | + 2'22"  |
| 55                         | Roy Curvers          | Skil-Shimano       | + 8'07"  |

1969 · 1970 · 1971 · 1972 · 1973 · 1974 · 1975 · 1976 · 1977 · 1978 · 1979 · 1980 · 1981 · 1982 · 1983 · 1984 · 1985 · 1986 · 1987 · 1988 · 1989 · 1990 · 1991 · 1992 · 1993 · 1994 · 1995 · 1996 · 1997 · 1998 · 1999 · 2000 · 2001 · 2002 · 2003 · 2004 · 2005 · 2006 · 2007 · 2008 · 2009 · 2010 · 2011 · 2012 · 2013 · 2014 · 2015 · 2016 · 2017 · 2018 · 2019 · 
2020 · 2021 · 2022 · 2023 · 2024 · 2025